# Lac de Shkodër
Lac Skadar
Le lac de Shkodër (en albanais : Liqeni i Shkodrës) ou lac Skadar (en monténégrin : Skadarsko jezero), parfois appelé sous son nom italien lac de Scutari (en italien : Lago di Scutari) est le plus grand lac d'Europe du Sud. Situé à la frontière du Monténégro et de l'Albanie, il doit son nom à la ville albanaise de Shkodër.

## Description

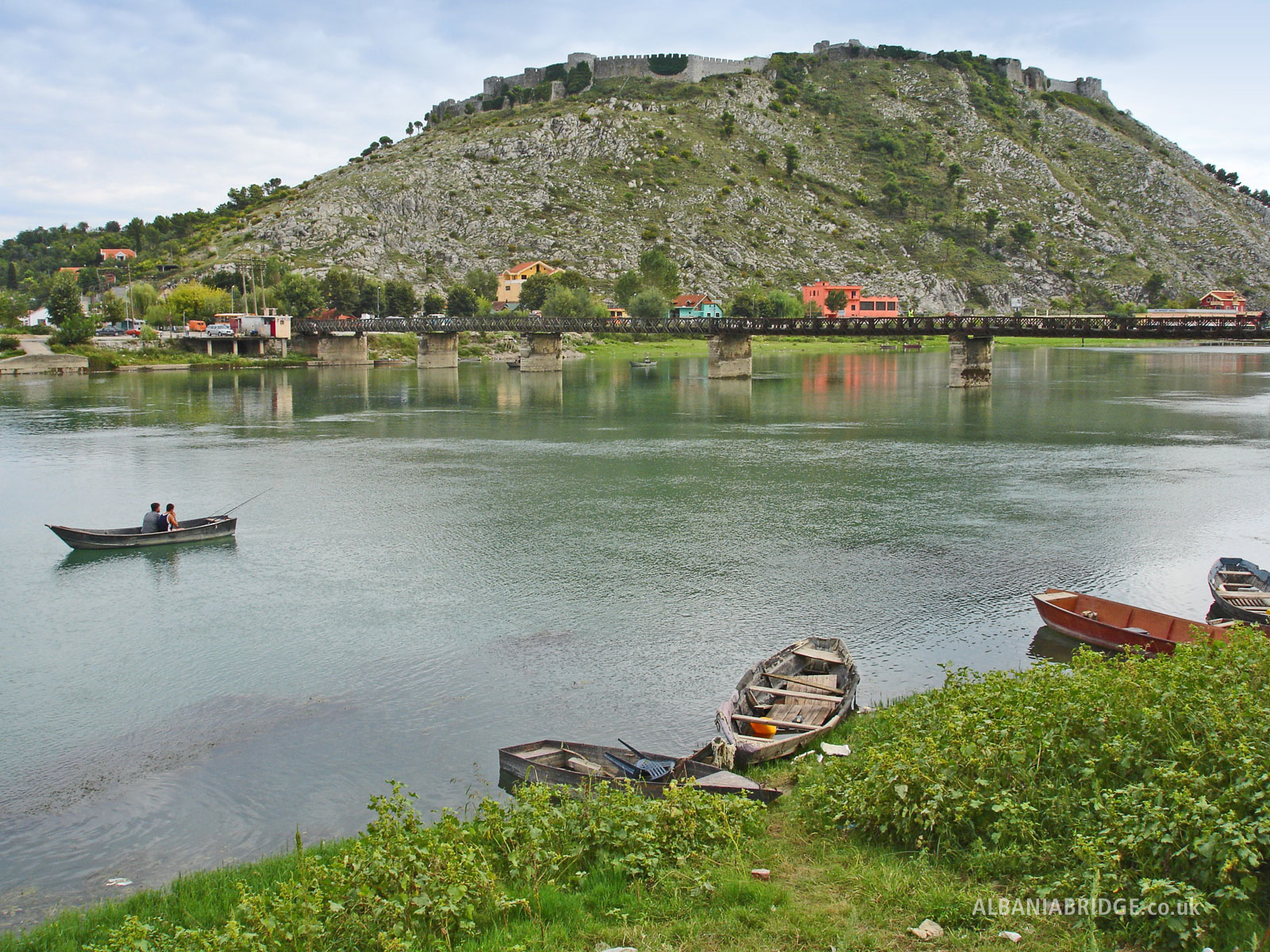
Le château de Rozafa.

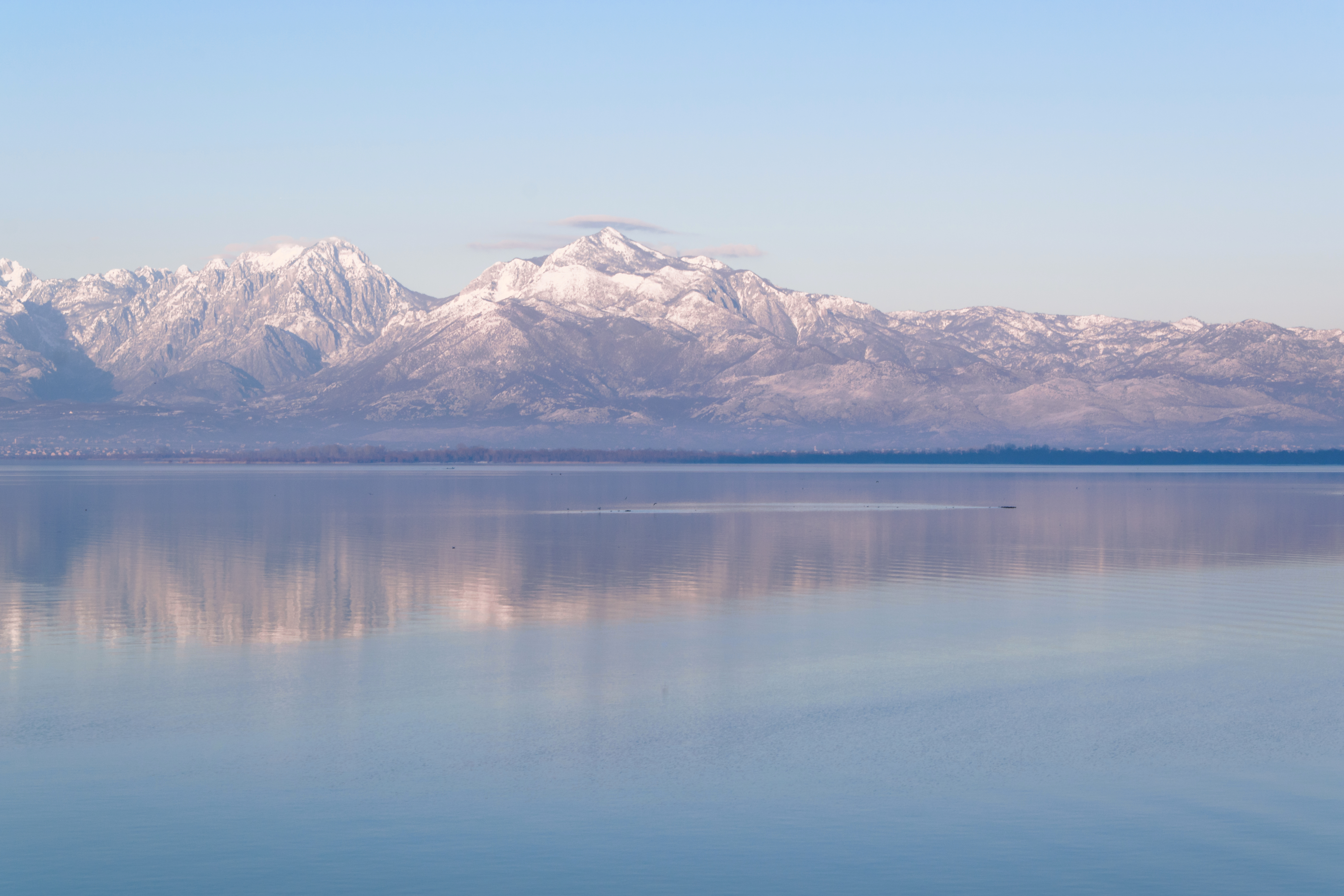
Le lac de Shkodra. Janvier 2019.

Le lac est situé sur la frontière entre l'Albanie et le Monténégro.
Il occupe une dépression karstique, ce qui explique sa faible profondeur (on l'a longtemps estimée à 7 m) et ses quelques gouffres, dont un de plus de 40 m que l'on trouve près de la rive sud-ouest. Sa surface se trouve à 6 m au-dessus du niveau de la mer et peut varier suivant les saisons entre 370 km2 et 530 km2.
Son affluent principal est la Morača qui y pénètre près du port de Plavnica au Monténégro, après avoir formé deux petits lacs. Le lac débouche sur la mer Adriatique par un fleuve irrégulier de 32 km, le Bojana (Buna en albanais), qui marque la frontière internationale sur la moitié de son parcours ; un creusement du lit du fleuve Drin en 1858 a détourné une partie de ses eaux, sous le nom de « Grand Drin » (Drini i Madh) vers la Buna/Bojana qu'elles rejoignent près du château de Rozafa à Shkodër.
1890 à 1917

## Protection environnementale
La partie monténégrine du lac et ses environs ont été décrétés parc national en 1983 ; c'est une des plus grandes réserves aviaires d'Europe avec 270 espèces d'oiseaux, dont les derniers pélicans du continent.
Côté albanais, la réserve naturelle du lac Shkodër a été reconnue comme zone protégée en 2005.
Le lac est également désigné site Ramsar depuis le 2 février 2006.